# フィスカース
フィスカース（フィンランド語: Fiskars Oyj Abp）は、1649年にフィスカース村（現フィンランド領ラーセポリの一部、ヘルシンキの西約100km）で創業された、フィンランドの一般消費財メーカー。橙色のハンドルを持つはさみをはじめ、多数のブランド製品を傘下に保有している。本社はエスポーのケイラニエミ地区にある。

## 歴史

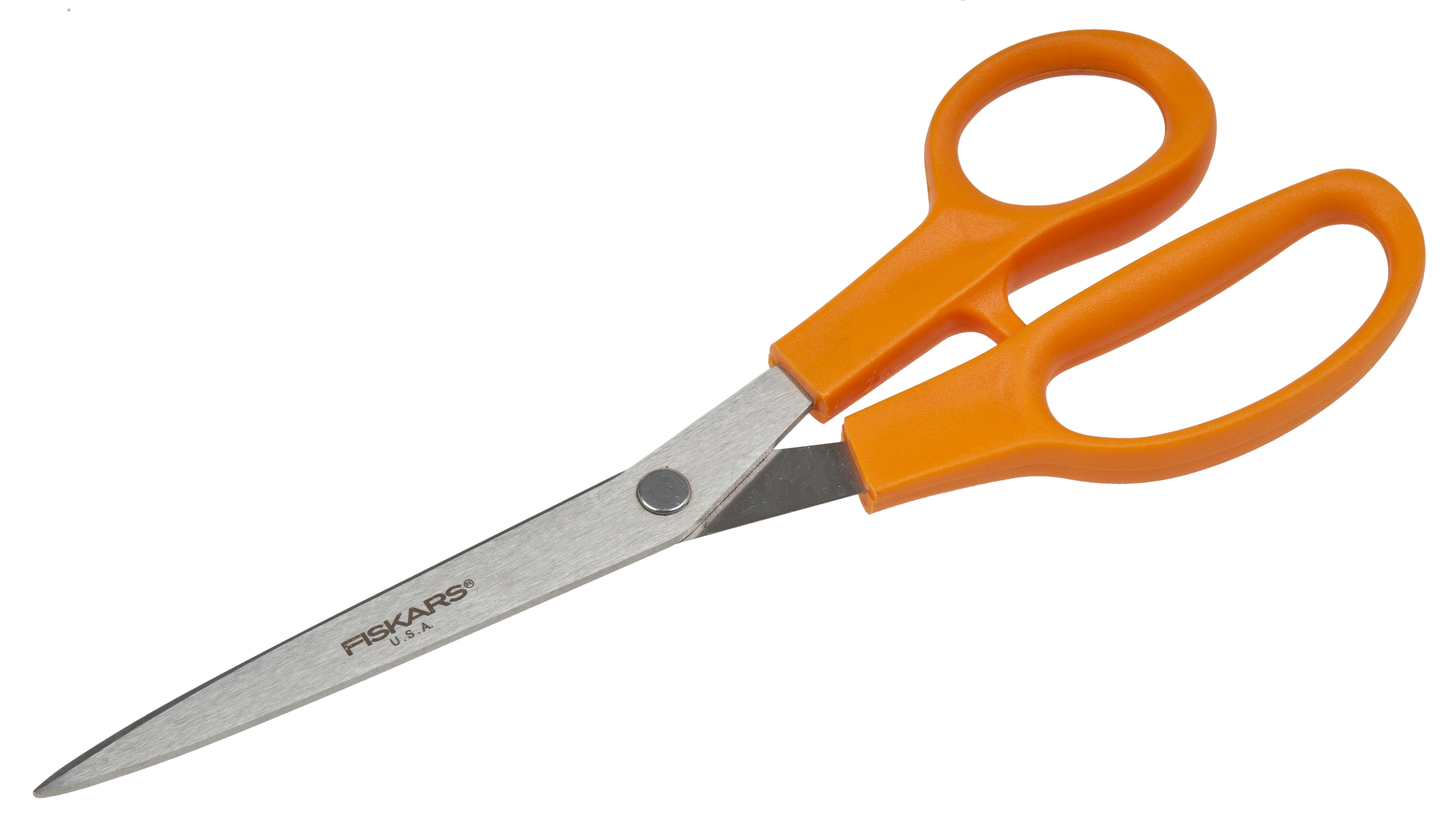
フィスカースの代表的製品である、橙色のハンドル付きはさみ

1649年、ネーデルラント連邦共和国の商人ペーテル・トルヴォステ（Peter Thorwöste）は勅許状を得て、フィスカース村で高炉を設立して鍛冶屋を創業した。トルヴォステの会社はフィンランド初の私有会社となった。高炉は銑鉄を製造、その後は銑鉄を水車で駆動された製鉄用のかまどに入れて錬鉄を製造した。フィスカースの創業初期には釘、ワイヤー、鍬、錬鉄で補強された車輪を製造した。
18世紀末、近くのオリヤルヴィ（Orijärvi）で銅鉱山が発見され、フィスカースの業務もオリヤルヴィの鉱山で産出した銅の処理に費やされた。その後80年ほどの間、フィスカースの主要業務が銅関連のものとなった。しかし、19世紀にはオリヤルヴィの銅鉱山が枯渇した。
1822年、トゥルク出身の薬屋ヨハン・ヤコブ・ユリン（Johan Jacob Julin）がフィスカースの村と製鉄所を買収した。この時期には製鉄所が発展しており、業務も主に鉄の処理に集中していた。1832年、フィスカースはフィンランド初のナイフ工場を開き、後にフォークとはさみも製造した。
1915年、ヘルシンキ証券取引所（現：ナスダック・ヘルシンキ）に上場した。2015年9月にはノキア、バルチラ、UPMとともに上場100年を祝った。
フィスカースはそのはさみとはさみの橙色のハンドルで知られる。そのようなはさみがはじめて製造されたのは1967年のことであり、プロトタイプではハンドルの色が黒、赤、緑、オレンジと4種類あったが、社内投票の結果オレンジが得ればれた。この色は後にフィスカース・オレンジとして2003年にフィンランドで、2007年にアメリカで商標登録された。1977年、フィスカースは国際進出のためにアメリカではさみ工場を開設した。

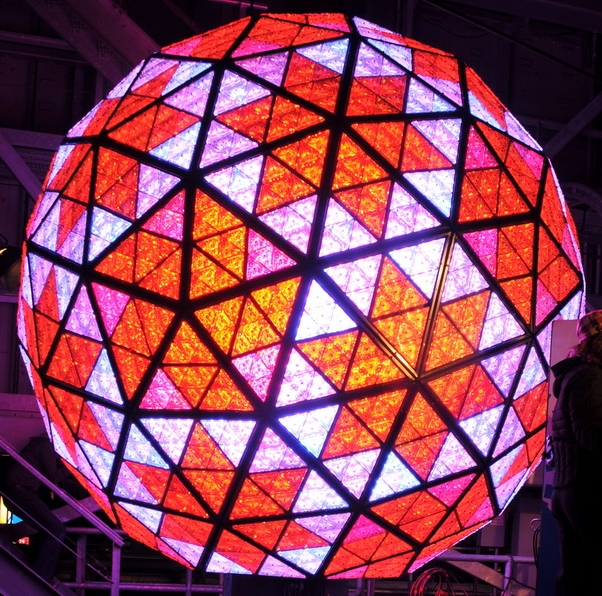
ワン・タイムズスクエアのウォーターフォード・クリスタル・ボール。正月の祝い用に設計された。

2007年、フィスカースはイッタラとエミール・ルボルニュを買収、キッチンウェアと食卓用製品、および園芸用具産業に関する業務を強化した。2013年には食卓用製品業務への補足としてロイヤルコペンハーゲンを買収、北ヨーロッパとアジアの市場における立場も強化した。2015年、フィスカースはWWRD関連会社およびそのライフスタイル贅沢品ブランド（ウォーターフォード、ウェッジウッド、ロイヤルドルトン、ロイヤルアルバート、ロガシュカなど）を買収した。

## 現在

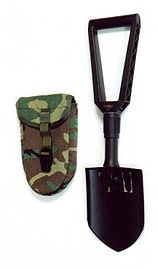
フィスカースが生産する、アメリカ海兵隊の塹壕戦用工具

フィスカース社にはSBUリビングとSBUファンクショナルという2つの戦略事業単位（SBU）があり、財務報告書でもリビング、ファンクショナル、その他と分かれている。「その他」には投資ポートフォリオ、不動産、本社や部門共通サービスが含まれている。また、純売上高は米州、ヨーロッパ、アジア太平洋の3部門に分かれている。
SBUファンクショナルは家内と家の近くで使われるツールを生産しており、フィスカース、ガーバー、ギルモア、ルボルニュなどのブランドを含む。SBUリビングは食卓用具、贈答品、インテリアを生産しており、イッタラ、ウェッジウッド、ウォーターフォード、ロイヤルコペンハーゲン、アラビア、ロールストランド、ロイヤルドルトン、ロイヤル・アルバートなどのブランドを含む。
フィスカースの製品は100か国以上で発売され、WWRDの買収後には30か国以上で約8,600人の従業員を有する。
フィスカースの本社は従来、ヘルシンキのアラビアンランタ地区にあったが、2022年にエスポーのケイラニエミ地区へ移転した。

## 傘下のブランド
フィスカースによると、フィスカース傘下にあるブランドのうち重要な国際ブランドは下記である。
- フィスカース（はさみ、園芸用具、キッチンナイフ）
- イッタラ（ガラス製品、セラミック製品、インテリア）
- ガーバー（ナイフ、マルチツール）
- ロイヤルコペンハーゲン（デンマーク）
- ウォーターフォード・クリスタル（英語版）
- ウェッジウッド

他にも下記のブランドを所有している。
- アラビア（セラミック製品とキッチンウェア。フィンランドのブランド）
- ギルモア（Gilmour、水やり用の製品）
- ハックマン（英語版）（調理器具、食卓用金物。フィンランドのブランド）
- ロイヤルアルバート（Royal Albert）
- ロイヤルドルトン
- エミール・ルボルニュ（英語版）
- ロールストランド

## 日本法人
日本法人「フィスカースジャパン株式会社」は、2017年9月に東京（千代田区）で設立された。設立に伴い、ロイヤルコペンハーゲンおよびウォーターフォード・ウェッジウッドの各日本法人はフィスカースジャパンと合併し、両社の商品をフィスカースで取り扱うようになった。